# Onocephala thomsoni
Onocephala thomsoni är en skalbaggsart som beskrevs av Dillon 1946. Onocephala thomsoni ingår i släktet Onocephala och familjen långhorningar. Inga underarter finns listade i Catalogue of Life.